# Memorias habladas, memorias armadas
Concha Méndez. Memorias habladas, memorias armadas son las memorias de la poeta Concha Méndez recogidas por su nieta Paloma Ulacia publicadas en 1990. El prefacio fue escrito por María Zambrano.

## Contexto
Estas memorias forman parte de la llamada literatura de las exiliadas que se centra especialmente en memorias y experiencias personales.  En ellas diversas autoras plasmaron lo que vivieron y lo hicieron siendo conscientes de ser portadoras de la memoria de esos hechos. Entre las obras están: De Barcelona a la Bretaña francesa (1939), de Luisa Carnés; Éxodo. Diario de una refugiada española (1940), de Silvia Mistral; Memoria de la melancolía (1970), de María Teresa León; Un barco cargado de... de Cecilia G. de Guilarte (1972), Los diablos sueltos, de Mada Carreño (1975), Primer exilio (1978), de Ernestina de Champourcin; Antes que sea tarde de Carmen Parga o las de la militante socialista Aurora Arnaiz, Retrato hablado de Luisa Julián.
Ulacia Altolaguirre recopiló estas memorias a través de múltiples conversaciones con Concha Méndez, que tenían lugar todos los sábados. Méndez comenzó a relatar sus vivencias a los 83 años ofreciendo un testimonio íntimo y detallado de una época brillante de la historia cultural de España. Sus memorias no solo narran sus experiencias personales, sino que también revelan la intrahistoria de su tiempo, brindando una perspectiva desde la mirada de una mujer que vivió de cerca esos cambios y eventos significativos.
El origen oral de las memorias limita la libertad que caracteriza a las memorias escritas. La estructura del libro fue organizada cronológicamente por la autora, quien indica en el prólogo que reordenó los amplios regresos temporales surgidos de la conversación. También eliminó disquisiciones familiares o domésticas y los pasajes que consideraba de poco interés para el lector o que dificultaban la construcción del texto. Además, se sugiere que la narradora podría haber incurrido en autocensura en algunos pasajes.
Las memorias de su esposo Manuel Altolaguirre, El caballo griego: reflexiones y recuerdos (1927-1958), concluyen con la llegada del matrimonio a Cuba y están impulsadas principalmente por la guerra. Son impresiones muy distintas sobre el impacto de la guerra. En Méndez, el tiempo ha suavizado sus recuerdos y narra sus experiencias desde la perspectiva de alguien que conoce el desenlace y ha procesado los eventos con los años, dedicando pocas páginas al conflicto. Para Altolaguirre su experiencia es reciente y está directamente influenciada por el conflicto armado.

## Argumento
Comienzan con la infancia de Méndez en un contexto de prosperidad económica de su familia. Las memorias comienzan evocando los escenarios típicos de la burguesía de la época, como calles, paseos y verbenas. Aunque también se aborda la injusticia social, ejemplificada por una visita a Las Hurdes, lo que realmente destaca es la crítica a los convencionalismos sociales, algo que su amiga pintora Maruja Mallo también cuestionaba, comentando que el colegio fomentaba la hipocresía. Las memorias de Méndez y otras creadoras se centran en el colectivo de mujeres, empleando estrategias discursivas similares que incluyen la presentación de la igualdad y la diferencia, así como la individualidad, la autonomía y la independencia.
Aparecen en sus recuerdos Maruja Mallo, Consuelo Berges, Juan Ramón Jiménez, Luis Cernuda, Luis Buñuel, Salvador Dalí, Rafael Alberti, Federico García Lorca entre otras muchas personalidades de la época.
Méndez documenta numerosas historias ajenas que, combinadas con su propio recorrido personal, ofrecen una imagen vívida del terror experimentado por los ciudadanos y de la solidaridad que surgió entre las víctimas de la guerra civil. El dolor personal, como la muerte de un ser cercano, se entrelaza con las pérdidas de muchos otros, reflejando un paisaje de horror y resistencia. Las memorias de Méndez incluyen relatos de pérdidas significativas, como la muerte del hermano de Manuel Altolaguirre y la del padre de Francisco Ayala, ilustrando cómo las pérdidas geográficas y familiares marcaron profundamente los discursos de los exiliados. Estos testimonios subrayan la devastación humana y el impacto emocional que la guerra tuvo en los afectados.
Se refleja también la situación vivida por muchas mujeres exiliadas que se vieron obligadas a enfrentarse a cuestiones prácticas diarias, lidiar con sus matrimonios y continuar con su labor creativa. Documenta la carga de responsabilidades y la dificultad de mantener su producción artística en medio de las adversidades del exilio y la vida cotidiana.

## Reconocimiento
En 1988 fue declarado finalista del Premio Comillas de Historia, Biografía y Memorias de Tusquets Editores.